# Павзаний (претендент)
Вижте пояснителната страница за други личности с името Павзаний.
Павзаний (на старогръцки: Παυσανίας, Pausanias) е претендент за трона на Древна Македония през 368 г. пр. Хр.
Павзаний напада от изток Александър II. Той бързо завладява много градове и завзема големи части от Македония и напада Евридика, майката на царя, която живее с нейните по-малки синове в двореца в Пела. Царската фамилия моли Атина за помощ. Александър II го побеждава с помощта на атинския генерал Ификрат. Павзаний е изгонен от Македония.